# Вардиця
Вардиця (хорв. Vardica) — населений пункт у Хорватії, в Істрійській жупанії у складі міста Умаг.

## Населення
Населення за даними перепису 2011 року становило 68 осіб.
Динаміка чисельності населення поселення:

## Клімат
Середня річна температура становить 13,59 °C, середня максимальна – 27,07 °C, а середня мінімальна – -0,72 °C. Середня річна кількість опадів – 988 мм.
| Клімат поселення                              | Клімат поселення | Клімат поселення | Клімат поселення | Клімат поселення | Клімат поселення | Клімат поселення | Клімат поселення | Клімат поселення | Клімат поселення | Клімат поселення | Клімат поселення | Клімат поселення | Клімат поселення |
| Показник                                      | Січ.             | Лют.             | Бер.             | Квіт.            | Трав.            | Черв.            | Лип.             | Серп.            | Вер.             | Жовт.            | Лист.            | Груд.            |                  |
| Середній максимум, °C                         | 9,69             | 10,57            | 13,96            | 17,32            | 22,48            | 26,26            | 27,07            | 26,88            | 22,31            | 17,58            | 12,48            | 9,07             |                  |
| Середня температура, °C                       | 4,47             | 5,38             | 8,76             | 12,11            | 17,28            | 21,04            | 23,52            | 23,32            | 18,75            | 14,02            | 8,93             | 5,51             |                  |
| Середній мінімум, °C                          | −0,72            | 0,16             | 3,54             | 6,89             | 12,06            | 15,84            | 19,97            | 19,78            | 15,19            | 10,47            | 5,37             | 1,96             |                  |
| Норма опадів, мм                              | 66               | 54               | 67               | 79               | 78               | 91               | 61               | 86               | 105              | 112              | 104              | 85               |                  |
| Середньомісячна швидкість вітру, м/с          | 2.16             | 2.41             | 2.48             | 2.50             | 2.25             | 2.17             | 2.15             | 2.12             | 2.15             | 2.40             | 2.41             | 2.30             |                  |
| Середньомісячна сонячна радіація, кДж/м²·день | 4386             | 7380             | 10716            | 15204            | 19336            | 21131            | 21990            | 18860            | 13899            | 8926             | 4845             | 3705             |                  |
| --------------------------------------------- | ---------------- | ---------------- | ---------------- | ---------------- | ---------------- | ---------------- | ---------------- | ---------------- | ---------------- | ---------------- | ---------------- | ---------------- | ---------------- |
| Джерело:                                      |                  |                  |                  |                  |                  |                  |                  |                  |                  |                  |                  |                  |                  |